# جان دبنی
جان دبنی (انگلیسی: John Debney؛ زادهٔ ۱۸ اوت ۱۹۵۶) یک موسیقی‌دان اهل ایالات متحده آمریکا است.
از جمله آثار او می‌توان به موسیقی سریال ادیسه آمریکایی اشاره کرد.